# Heinrich Funk (peintre)
Pour les articles homonymes, voir Heinrich Funk.
Heinrich Funk (né le 12 décembre 1807 à Herford, mort le 22 novembre 1877 à Stuttgart) est un peintre prussien.

## Biographie
Funk est le fils d'un peintre appelé aussi Heinrich qui se fait appeler « maître » et donne des leçons particulières de dessin ; il nourrit sa famille avec difficulté. Funk s'inscrit en 1829 à l'académie des beaux-arts de Düsseldorf, dans la classe de peinture de paysage de Carl Friedrich Lessing et Wilhelm Schirmer. En 1836, il s'installe à Francfort-sur-le-Main. En 1854, Funk succède à Gottlob Friedrich Steinkopf (de) comme professeur de peinture de paysage à l'académie d'État des beaux-arts de Stuttgart (de). Il prend sa retraite en 1876 à cause de son état de santé.